# Kaszonyi-hegy Természetvédelmi Terület

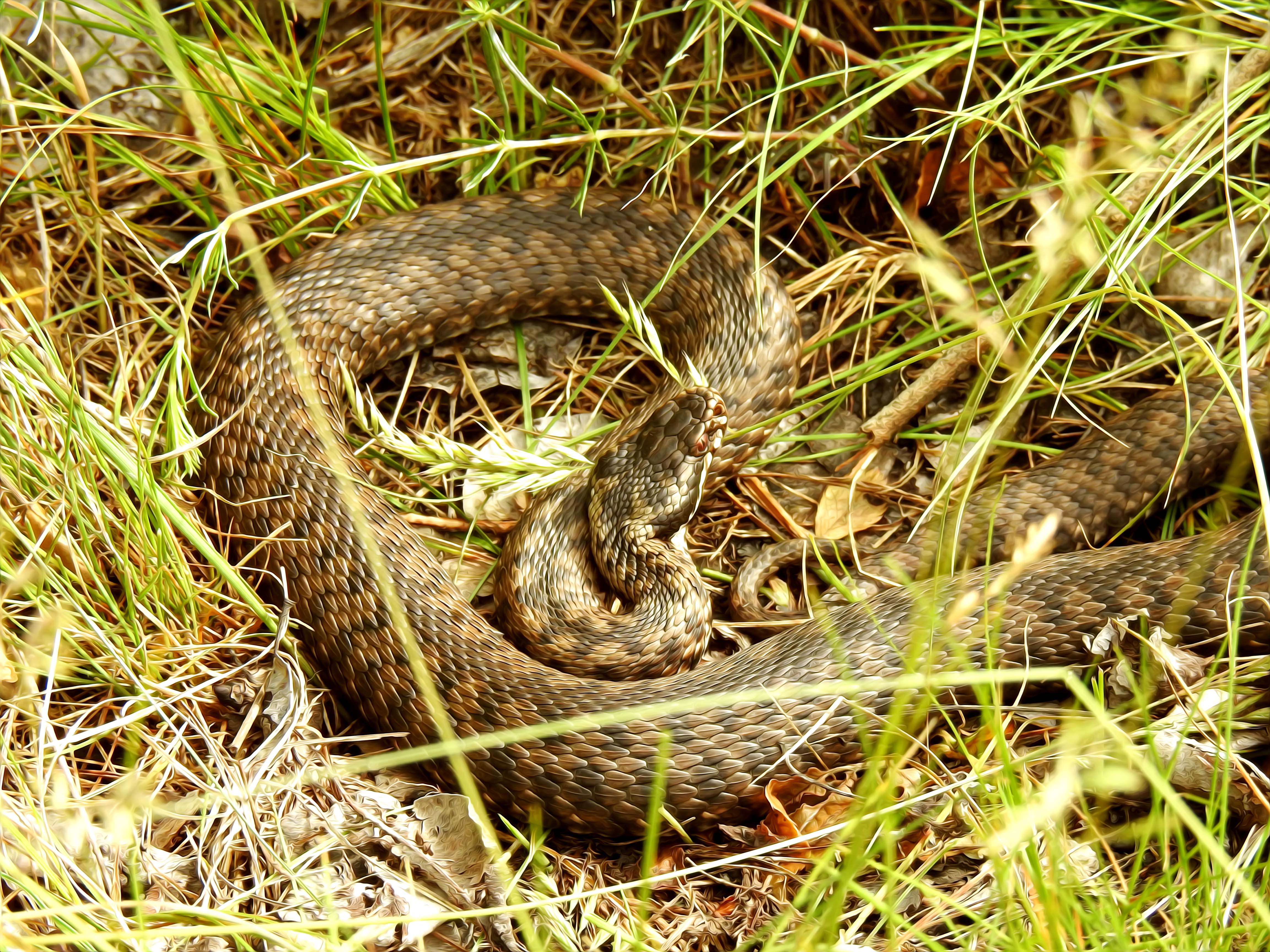
Keresztes vipera nőstény

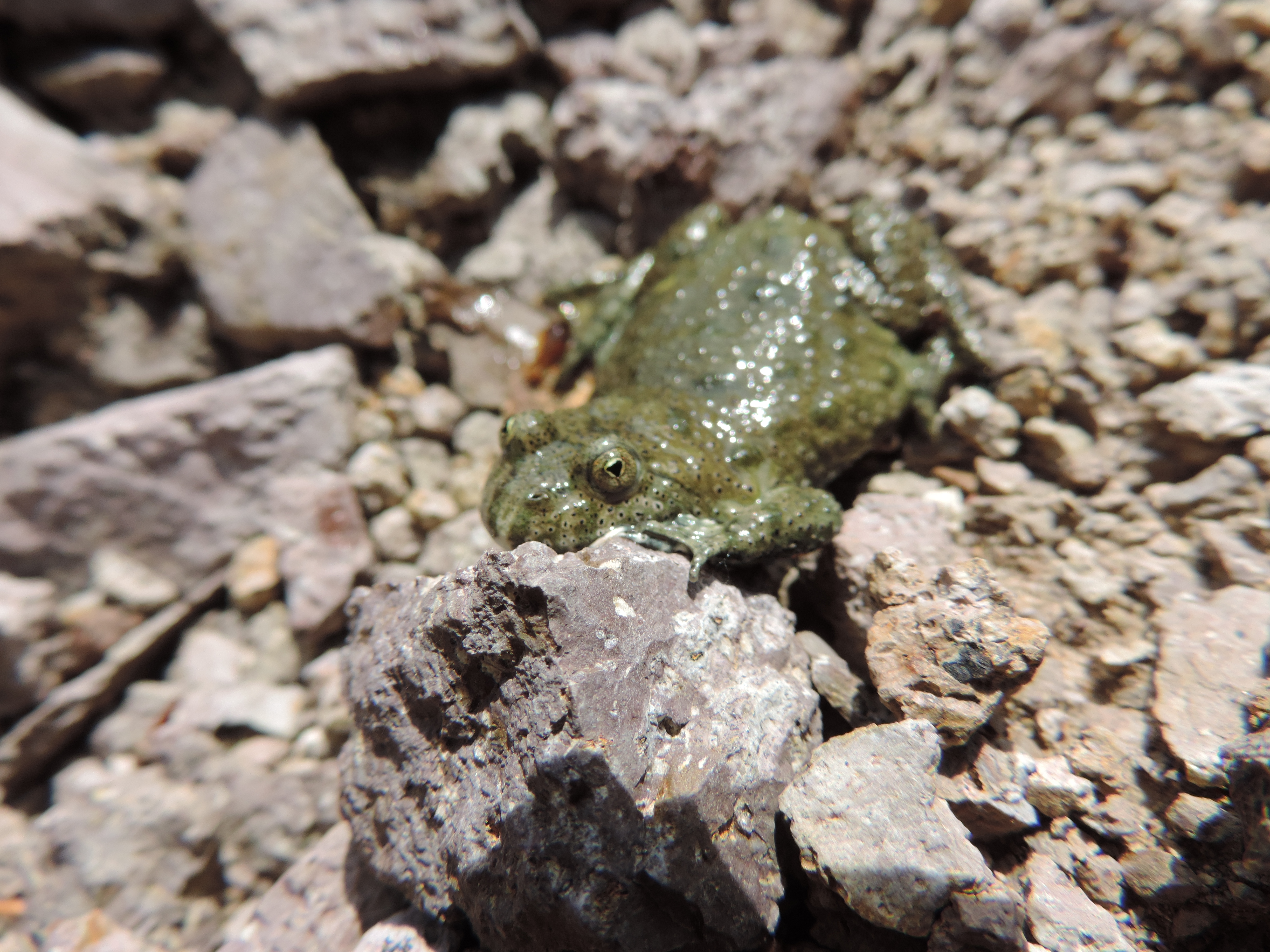
Vöröshasú unka

Szabolcs-Szatmár-Bereg vármegye beregi részén, Barabás község határában található az ukrán-magyar határon fekvő Kaszonyi-hegy Magyarországra átnyúló, déli része, egy egykori szigetvulkán maradványa. A hegy a nevét a szomszédos, időközben Ukrajnához került Mezőkaszony faluról kapta. A Hortobágyi Nemzeti Parkhoz tartozó 156,6 hektáros védett területen gazdag az élővilág.

## Fekvése
Barabás község határában, a falutól északkeletre, az ukrán-magyar határ mellett található.

## Éghajlata
Mérsékelten meleg, erősen kontinentális éghajlatú, telei viszonylag hidegek.

## Földrajza
A Beregi-síkságból kiemelkedő, a Kaszony-Bégányi-dombvidék hegy-láncolatához tartozó szigetvulkán, a Kaszonyi-hegy teteje lapos, plató formájú. 240 méteres tengerszint feletti magasságával ez a vármegye és az egész Alföld legmagasabb pontja. A vulkán a középső pleisztocén korban működött. Háromféle vulkáni kőzete közül a leggyakoribb a riolitláva. A hegy délnyugati részén található kőbánya napjainkban már nem működik, egy bánya-tó van a helyén.

## Felépítése
A Kaszonyi-hegy valószínűleg a középső pleisztocén idején keletkezett, mely három, egymással kapcsolatban álló vulkáni kőzetből épült fel, melynek legnagyobb része üveges állagú riolitlávából áll, melyet az eredetileg salakos lávát képező, kihűlve perlitet eredményező kitörések követtek. A hegyet alkotó kitörés legfiatalabb fázisában következett be a plagioklász-riolitláva kiömlése. Ez utóbbi kiömlés kőzetei alkotják a hegy felszínközeli vulkanitjainak fő tömegét.  

## Élővilága
Erősen mozaikos, kis kiterjedéséhez mérten fajgazdag. Növényvilágának fajszáma meghaladja a 275-öt, a gerinces fauna pedig mintegy 130 fajt tartalmaz. A gerinctelenekből alaposabban a puhatestűek kutatottak (27 faj), ezek közül az egyes rovarcsoportok (egyenesszárnyúak: 26 faj, futóbogarak: 22 faj, lepkék: 278 faj). 
A védett, nemzetközi jelentőségű (kárpáti és dacikus faunaelemek) fajok száma különösen az utóbbi csoportokból jelentős, ezért a terület különleges értékű.

## Növényvilága
Növényvilága változatos, sajátosan kettős arculatú. Keleti felén a Kárpátokra jellemző fajok vannak többségben, a déli–délnyugati oldalon viszont az alföldi jellegű gyep- és egyéb növénytársulások uralkodnak. Megtalálható itt az ezüst hársas szurdokerdő és a dárdás karéjú kocsánytalan tölgyesek fás vegetációja, de védelmet érdemelnek a hegy sziklagyeptársulásai is.
Uralkodó fafajai főleg a kocsánytalan tölgy, dárdáskaréjú tölgy, ezüst hárs, kislevelű hárs, magas kőris, mezei juhar. 
Cserjeszintjét nagyrészt az egybibés galagonya,  cseregalagonya, kökény, veresgyűrű som, fagyal, bibircses kecskerágó alkotják.
A lágyszárúak közül jellemző itt a bablevelű varjúháj (Hylotelephium maximum), bókoló habszegfű (Silene pendula L.), egyenes iszalag, enyvesszegfű (Silene viscaria), hegyi gamandor (Teucrium montanum), kardos peremizs (Inula ensifolia L.), méreggyilok, közönséges spárga, sátoros margitvirág (Chrysanthemum corymbosum), tarka koronafürt (Securigera varia).

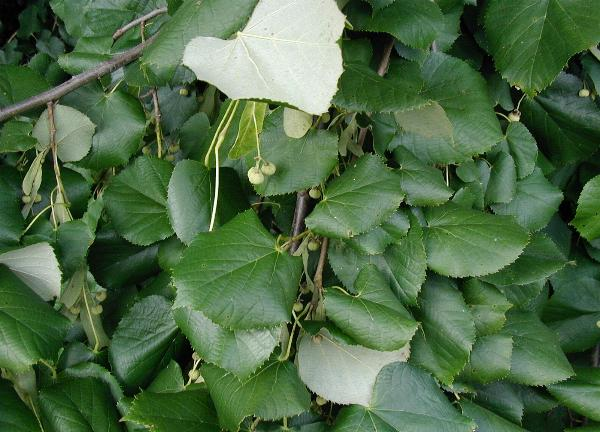
Ezüst hárs (Tilia tomentosa)
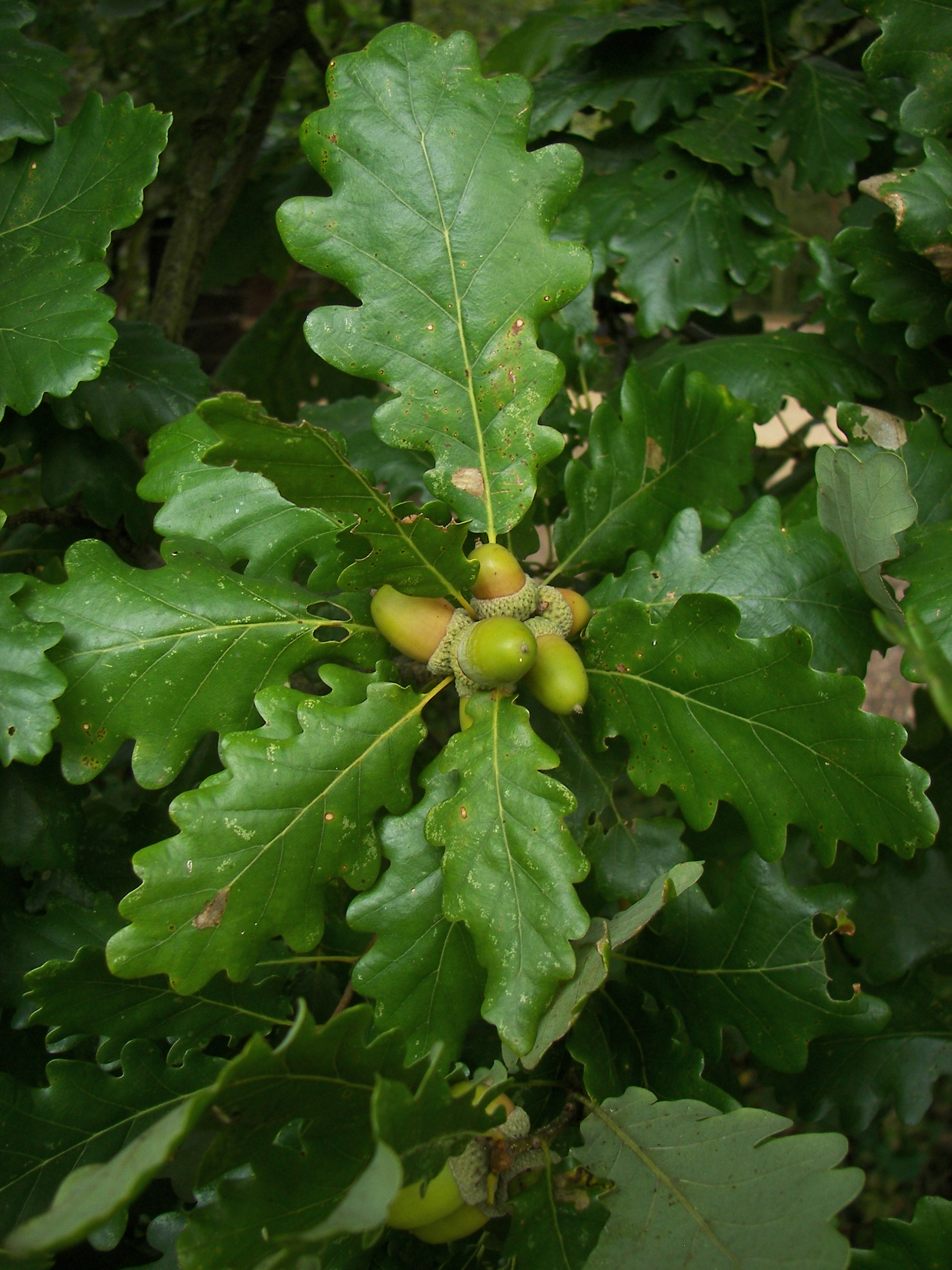
Kocsánytalan tölgy (Quercus petraea)
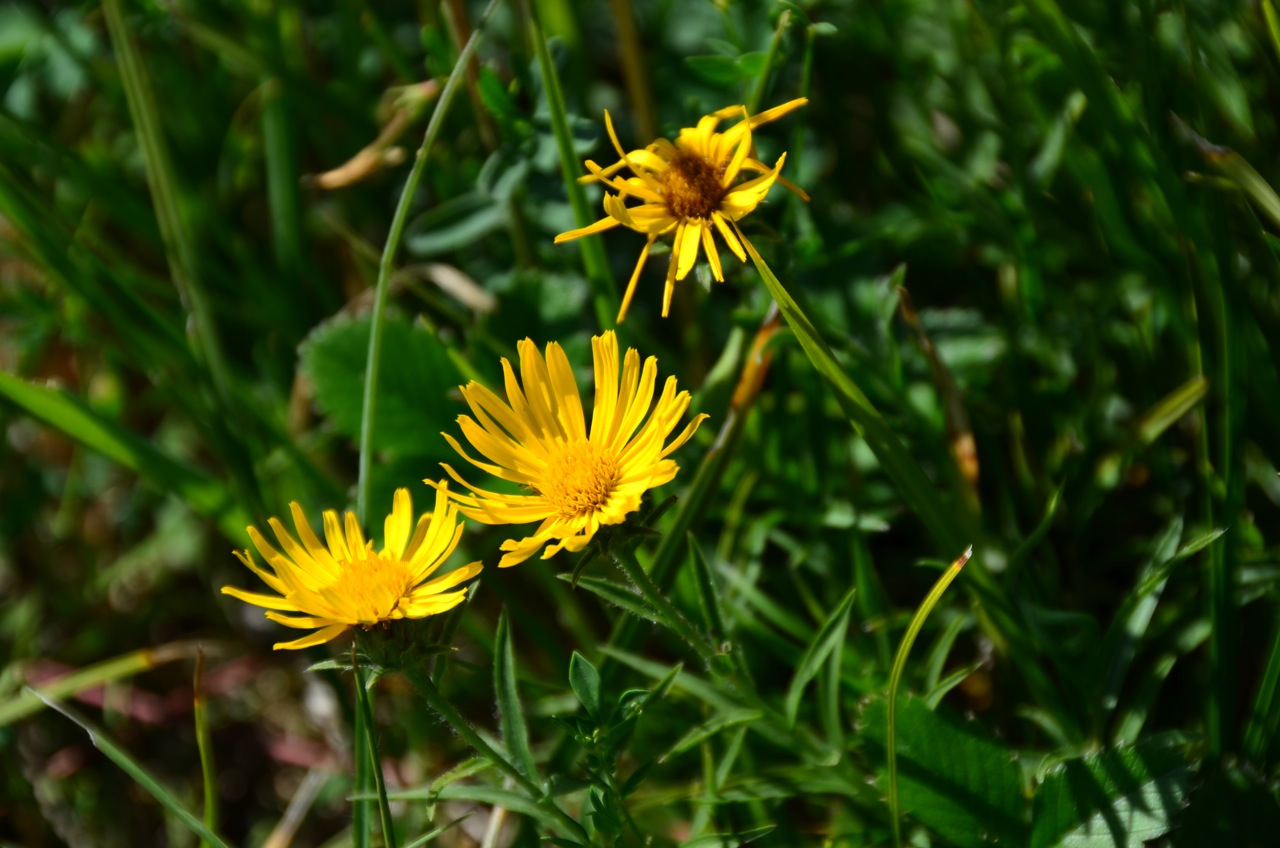
Kardos peremizs (Inula ensifolia L.)
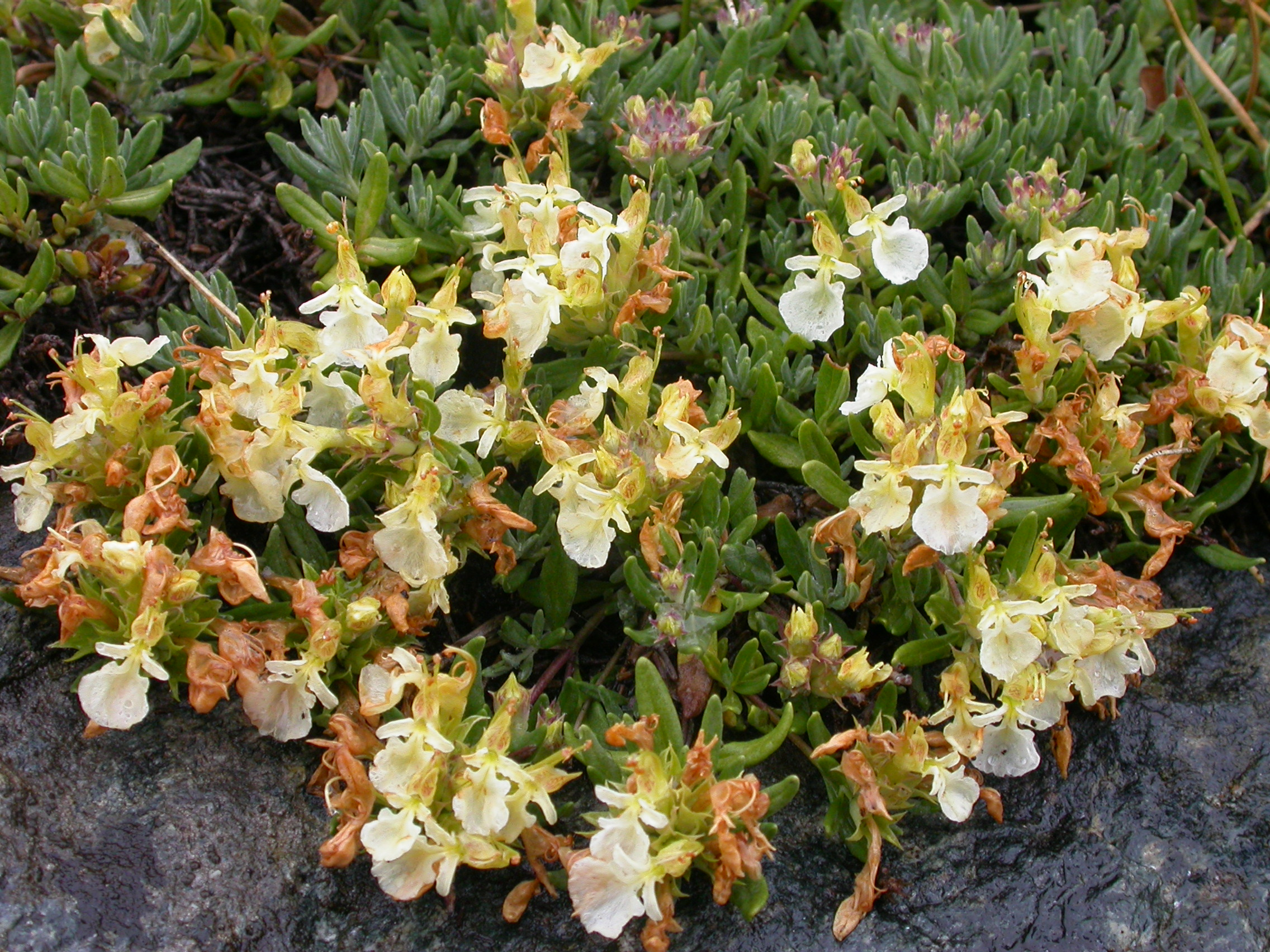
Hegyi gamador (Teucrium montanum)
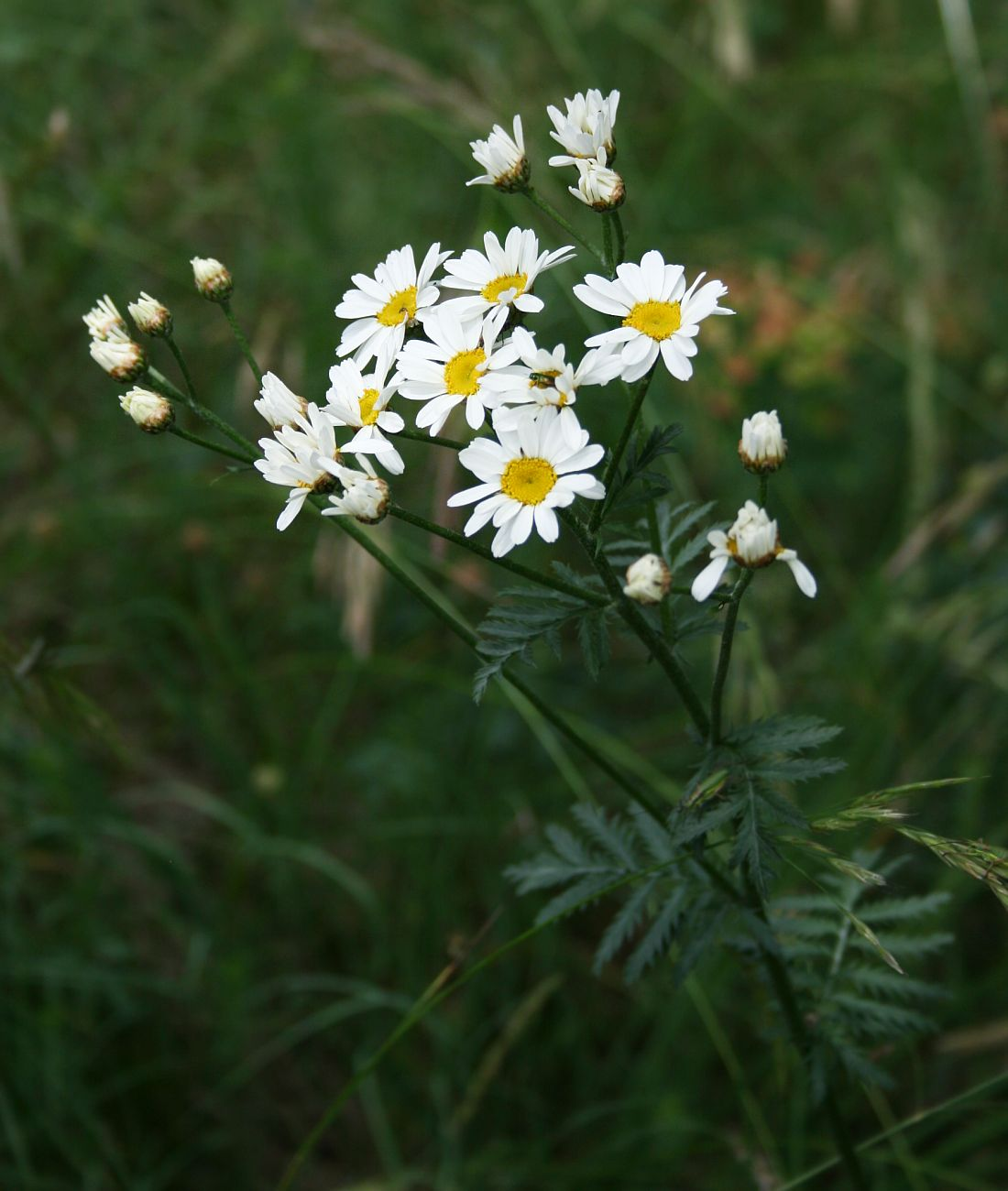
Sátoros margitvirág (Chrysanthemum corymbosum)

## Állatvilága
Állatvilága sokszínű. A nyaranta itt táborozó természetvédők madárgyűrűzés közben a Kaszonyi-hegyen és környékén közel 70 madárfajt számoltak össze, mint például:
erdei szürkebegy, vörösbegy, barátposzáta, kékcinege, csilpcsalpfüzike, nagy fülesbagoly, kis fakopáncs, kis légykapó, nagy fülemüle, szürke küllő, ökörszem, erdei sikló, rézsikló, vízisikló, keresztes vipera, zöld gyík, fali gyík,
fürge gyík, elevenszülő gyík, barna varangy, zöld varangy, barna ásóbéka, zöld levelibéka, vöröshasú unka, nagy tavibéka, pettyes gőte.
Több ritka rovarfaj is otthonra lelt a Kaszonyi-hegyen és környékén. Ilyen például a beregi sokbordás futrinka (Carabus hampei ormayi), amely fokozottan védett és Natura 2000 jelölőfaj.

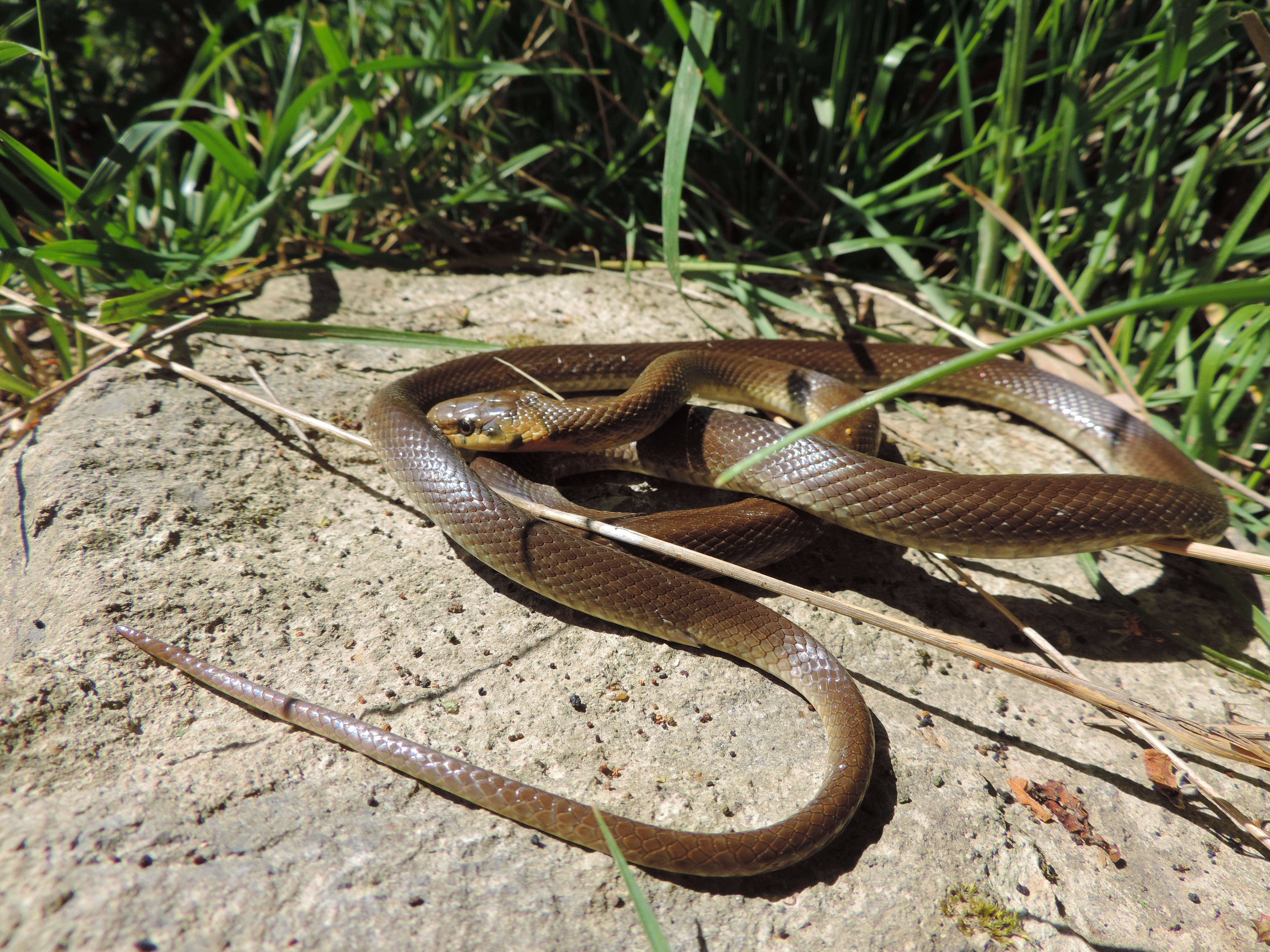
Erdei sikló

## Lásd még
- Tarpai-Nagyhegy

## Külső hivatkozások
- A Kaszonyi-hegy Természetvédelmi Terület – Hortobágyi Nemzeti Park Igazgatósága
- Alapító KTM-rendelet PDF
- A Kaszonyi-hegy és környéke – YouTube-videó
- Felmentünk az Alföld legmagasabb pontjára – Origo, 2016. szeptember 2.